# Отворено првенство САД у тенису 2009.
Отворено првенство Сједињених Америчких Држава у тенису 2009. одржано је од 31. августа до 13. септембра 2009. године у Њујорк Ситију. Некадашња прва тенисерка света, Ким Клајстерс, наступила је на турниру после дуже паузе, и освојила шампионску титулу.

## Категорије
- Мушкарци појединачно
- Жене појединачно
- Мушки парови
- Женски парови
- Мешовити парови